# 坦维·夏尔马
坦维·夏尔马（英語：Tanvi Sharma，2008年12月22日—），印度女子羽毛球運動員，隸屬戈比昌德羽毛球学院成員 。2025年7月22日，世界青少年排名登顶女單第一位。

## 生涯

### 早年
坦维·夏尔马出生於印度的旁遮普地区霍希亚布尔，她的母亲米娜·夏尔玛曾在DC综合体打排球，她从小就接触了羽毛球。于2016年加入戈比昌德学院，在那里以非奖学金学员的身份接受了五年的训练，直至2021年。

## 主要比賽成績
只列出曾進入準決賽的國際賽事成績：
| 年份   | 賽事                 | 公開賽級別 | 項目     | 成績 |
| ------ | -------------------- | ---------- | -------- | ---- |
| 2024年 | 亞洲羽毛球團體錦標賽 | 其他       | 女子團體 | 冠軍 |
| 2024年 | 波昂羽球國際賽       | 未來系列賽 | 女子單打 | 冠軍 |
| 2024年 | 奧迪沙羽毛球大師賽   | 超級100賽  | 女子单打 | 亞軍 |
| 2025年 | 丹麥羽毛球國際挑戰賽 | 國際挑戰賽 | 女子單打 | 冠軍 |
| 2025年 | 美國羽毛球公開賽     | 超級300賽  | 女子單打 | 亞軍 |
| 2025年 | 亞洲青年羽毛球錦標賽 | 其他       | 女子单打 | 季軍 |

| 2018-2026年 | 總決賽 | 超級1000賽 | 超級750賽 | 超級500賽 | 超級300賽 | 超級100賽 | 國際挑戰賽 | 國際系列賽 | 未來系列賽 | 其他 |